# Sosthène de Macédoine
Pour les articles homonymes, voir Sosthène.
Sosthène de Macédoine (en grec ancien Σωσθένης / Sôsthènes) est un stratège de Macédoine qui a dirigé le royaume de 279 à 277 av. J.-C.

## Biographie
Jugeant le jeune Antipatros Étésias incapable d'assumer sa charge de roi face au péril celte, il le dépose. Après avoir refusé le titre royal, Sosthène dirige le pays pendant deux ans avec fermeté avant de mourir. Selon Eusèbe de Césarée, après sa disparition, l'anarchie s'installe en Macédoine, du fait de la rivalité des partisans de Ptolémée de Telmessos et ceux de la famille des Antigonides : Antigone II Gonatas prend le pouvoir après sa victoire retentissante à la bataille de Lysimacheia (277). Cette bataille lui confère un prestige suffisant pour s'imposer comme roi ; il se débarrasse dans le même temps de ses derniers rivaux, Ptolémée de Telmessos et Antipater Étésias, et devient roi.